# トマス・ウォートン (初代ウォートン侯)

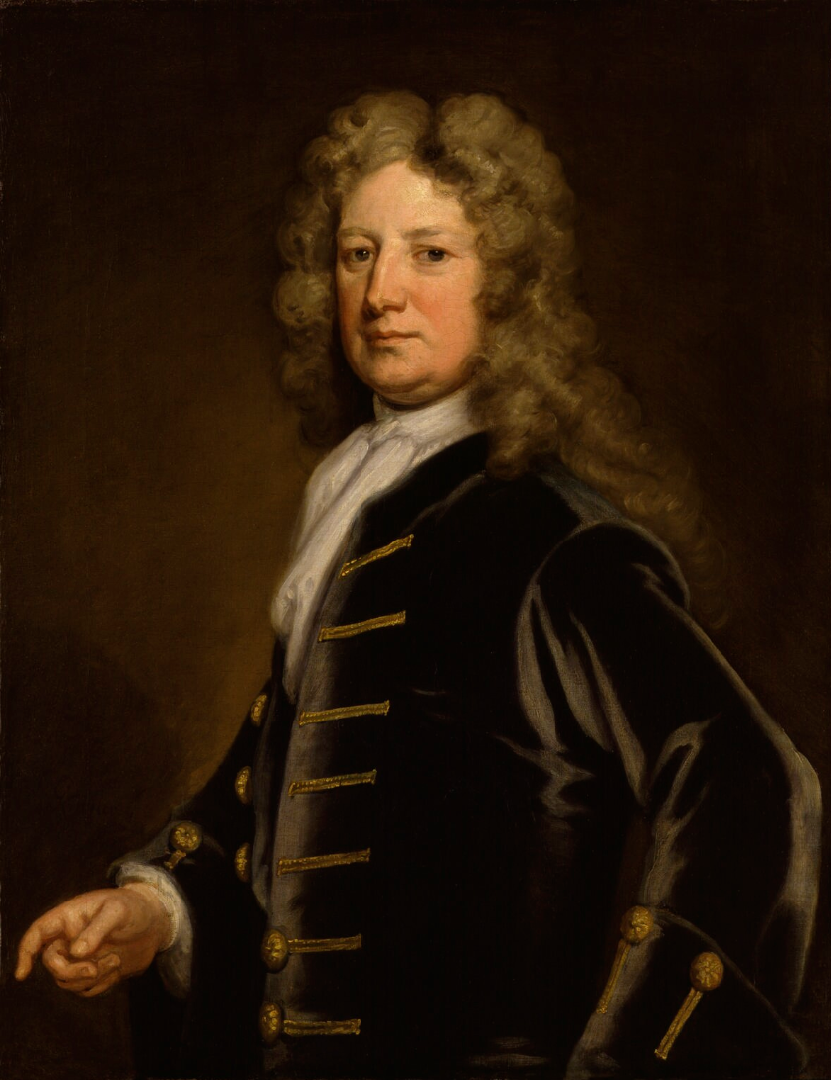
初代ウォートン侯トマス・ウォートン

初代ウォートン侯爵トマス・ウォートン（Thomas Wharton, 1st Marquess of Wharton, PC, 1648年8月 - 1715年4月12日）は、イギリスの貴族・政治家。

## 生涯
第4代ウォートン男爵と2番目の妻ジェーン・グッドウィンの息子として生まれた。
1673年にバッキンガムシャーから下院議員に選出、ホイッグ党に属してイングランド王チャールズ2世の政権を批判して王位排除法案に賛成、続くジェームズ2世のカトリック重視の姿勢も非難、1688年に名誉革命が起こるとジェームズ2世から離反してエクセターでオランダ軍に投降した。
翌1689年に即位したウィリアム3世・メアリー2世夫妻に忠誠を誓い王室会計監査官に任命され、1694年にホイッグ党政権が発足するとジャントーと呼ばれるグループの一員として政権に加わり、1696年に死去した父の爵位を継いで第5代ウォートン男爵になって上院に移ったが、1702年にウィリアム3世が亡くなりアンが即位すると王室会計監査官を罷免、オックスフォードシャーとバッキンガムシャーの統監及びウェストモーランドとバッキンガムシャーの治安判事も解任され政権から遠ざけられた。
解任後は下野してトーリー党と政争を繰り広げ、1705年から政権がホイッグ党に歩み寄ると政権擁護に回りトーリー党を演説で非難、翌1706年にイングランドとスコットランドの合同交渉に加ったのちウォートン伯爵に叙され、1708年に再びホイッグ党政権が立ち上がるとアイルランド総督に任命された。しかし、1710年にトーリー党が与党になると辞任して再度下野、1714年にアンが死去してジョージ1世が即位すると王璽尚書に選ばれ、翌1715年にはウォートン侯爵及びマームズベリー侯爵に叙されるとともに年金2000ポンドを下賜された。同時にアイルランド貴族としてキャザーロー侯爵を含む3つの爵位を授けられたが、その勅許状の発出は彼の死去した当日にまでもつれこむという遅すぎるものだった。一連の爵位は息子フィリップ・ウォートンが相続している。
ジェームズ2世の治世では、カトリックへの批判を詩に込めて1686年に「リリバレロ」という詩を作り、カトリックを風刺した。この詩はヘンリー・パーセルが作曲を手がけ、名誉革命でオランダ軍支持者の間で広まり一般にも流行、現在のイギリスでも使用されている。

## 家族

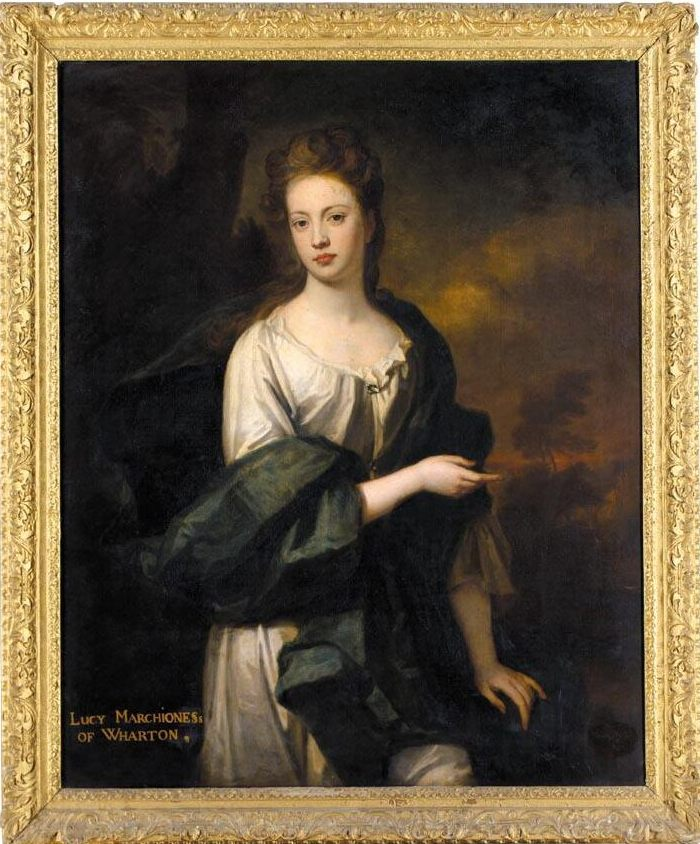
後妻ルーシー・ロフタス

1673年9月16日にアン・リー（Anne Lee、1659年7月24日 - 1685年10月29日、第3代準男爵サー・ヘンリー・リー）と結婚したが、夫妻に子のないままアンが1685年に死去している。
1692年7月にルーシー・ロフタス（Lucy Loftus、1670年頃 - 1716/7年2月5日、初代リズバーン子爵の娘）と結婚して、一男二女をもうけた。
- フィリップ（1698年12月21日 - 1731年5月31日）- 初代ウォートン公爵。
- ジェーン（英語版）（生年未詳 - 1760年頃埋葬）
- ルーシー（生年未詳 - 1738/9年2月2日埋葬）- 第7代ウォートン女男爵、死後に認定[7]。

## 栄典

### 爵位
1696年2月5日に父の死去に伴って以下の爵位を継承した。
- 第5代ウォートン男爵(5th Baron Wharton)
（1544/5年1月30日創設のイングランド貴族爵位）

1706年12月2日に以下の爵位を新規に叙された。
- 初代ウェストモーランド州ウォートンのウォートン伯爵(1st Earl of Wharton, of Wharton in the County of Westmorland)
（勅許状によるイングランド貴族爵位）
- 初代バッキンガム州ウィンチェルドンのウィンチェルドン子爵(1st Viscount Winchendon, of Winchendon in the County of Buckingham)
（勅許状によるイングランド貴族爵位）

1714/5年2月15日に以下の爵位を新規に叙された。
- 初代ウェストモーランド州ウォートンのウォートン侯爵(1st Marquess of Wharton, in the County of Westmorland)
（勅許状によるグレートブリテン貴族爵位）
- 初代ウィルトシャー州におけるマームズベリー侯爵(1st Marquess of Malmesbury, in the County of Wiltshire)
（勅許状によるグレートブリテン貴族爵位）

1715年4月12日に以下の爵位を新規に叙された。
- 初代キャザーロー侯爵(1st Marquess of Catherlough)
（勅許状によるアイルランド貴族爵位）
- 初代ダブリン県におけるラスファーナム伯爵(1st Earl of Rathfarnham, in the County of Dublin)
（勅許状によるアイルランド貴族爵位）
- 初代ミース県におけるトリム男爵(1st Baron of Trim, in the County of Meath)
（勅許状によるアイルランド貴族爵位）

### その他
- 枢密顧問官（PC）1688年-89年、1714年[1]